# Nemesrempehollós
Nemesrempehollós è un comune dell'Ungheria di 299 abitanti (dati 2001). È situato nella contea di Vas.